# Теорема Аусландера — Бухсбаума
У комутативній алгебрі теорема Аусландера — Бухсбаума стверджує, що кожне регулярне локальне кільце є факторіальним кільцем.
Теорема була доведена у 1959 році американськими математиками Морісом Аусландером і Девідом Бухсбаумом для регулярних локальних кілець розмірності 3. До того Масайоші Нагата довів, що з цього випливає твердження для всіх регулярних локальних кілець.

## Доведення

### Лема 1
Нехай R — нетерова область цілісності. Тоді R є факторіальним кільцем якщо і тільки якщо кожний простий ідеал висоти 1 у R є головним.

#### Доведення леми 1
Припустимо, що R є факторіальним кільцем, {\displaystyle {\mathfrak {p}}} — простий ідеал висоти 1. Нехай {\displaystyle a\in {\mathfrak {p}},a\neq 0,} і p є незвідним дільником a. Тоді {\displaystyle Rp\subset {\mathfrak {p}}} і з того що {\displaystyle \operatorname {ht} P=1} і Rp є простим ідеалом, {\displaystyle Rp={\mathfrak {p}},} тобто {\displaystyle {\mathfrak {p}}} є головним ідеалом. 
Навпаки припустимо, що кожен простий ідеал висоти 1 є головним. Оскільки R є нетеровим кільцем, кожен елемент {\displaystyle a\in R,} що не є оборотним можна записати як скінченний добуток незвідних елементів. Достатньо довести, що кожен незвідний елемент є простим. Нехай {\displaystyle a\in R} є незвідним елементом і {\displaystyle {\mathfrak {p}}} — мінімальний простий ідеал над (a). Тоді {\displaystyle \operatorname {ht} {\mathfrak {p}}=1} і, за припущенням, {\displaystyle {\mathfrak {p}}} є головним ідеалом. Тому {\displaystyle {\mathfrak {p}}=Rp,} де p є простим елементом. Також p ділить незвідний елемент a, тому p = ua, де u є оборотним елементом. Звідси також a є простим елементом.

### Лема 2
Нехай R — кільце і M — проективний R-модуль. Якщо для M існує скінченна вільна резольвента
{\displaystyle 0\to M_{n}\to M_{n-1}\to \ldots \to F_{0}\to M\to 0}
де всі {\displaystyle M_{i}} є вільними модулями скінченного рангу, то існує скінченнопороджений вільний модуль F, для якого {\displaystyle M\oplus F} є вільним модулем скінченного рангу.

#### Доведення леми 2
Доведення індукцією по n. Якщо n = 0 то {\displaystyle M\simeq F_{0}} є скінченнопородженим вільним модулем. Нехай {\displaystyle n} > 0 і {\displaystyle K=\operatorname {Ker} (F_{0}\to M).} Оскільки M є проективним модулем, {\displaystyle F_{0}=M\oplus K} і для K існує вільна резольвента довжини n - 1. За індукцією існує скінченнопороджений вільний модуль F'  для якого {\displaystyle K\oplus F'=F} є скінченнопородженим вільним модулем. Тоді 
{\displaystyle M\oplus F=M\oplus K\oplus F'\simeq F_{0}\oplus F',}
тож {\displaystyle M\oplus F} є скінченнопородженим вільним модулем.

### Лема 3
При тих же умовах, що і в попередній лемі, якщо {\displaystyle M\oplus R^{n}\simeq R^{n+1},} то {\displaystyle M\simeq R.}

#### Доведення леми 3
Для кожного простого ідеалу {\displaystyle {\mathfrak {p}}} виконується {\displaystyle M_{\mathfrak {p}}\oplus R_{\mathfrak {p}}^{n}\simeq R_{\mathfrak {p}}^{n+1}} тому M є проективним модулем сталого рангу 1. 
Крім того для i > 1 маємо 
{\displaystyle \left(\bigwedge _{R}^{i}\right)_{\mathfrak {p}}\simeq R_{\mathfrak {p}}\otimes \bigwedge _{R}^{i}M\simeq \bigwedge _{R_{\mathfrak {p}}}^{i}\left(R_{\mathfrak {p}}\otimes _{R}M\right)\simeq \bigwedge _{R_{\mathfrak {p}}}^{i}M_{\mathfrak {p}}.}
Оскільки попереднє виконується для всіх простих ідеалів, то для i > 1 також {\displaystyle \bigwedge _{R}^{i}M=0.}
Тому
{\displaystyle R=\bigwedge ^{n+1}R^{n+1}\simeq \bigwedge ^{n+1}(M\oplus R^{n})\simeq \bigoplus _{i+j=n+1}\bigwedge ^{i}M\otimes \bigwedge ^{j}R^{n}\simeq \bigwedge ^{0}M\otimes \bigwedge ^{n+1}R^{n}\oplus \bigwedge ^{1}M\otimes \bigwedge ^{n}R^{n}\simeq M\otimes _{R}R\simeq M.}

### Лема 4
Нехай I — ненульовий проективний ідеал кільця R для якого існує скінченна вільна резольвента. Тоді I є головним ідеалом. 

#### Доведення леми 4
Згідно леми 2 існує скінченнопороджений модуль F такий що {\displaystyle I\oplus F=F',} де {\displaystyle F'} є скінченнопородженим вільним модулем. Оскільки {\displaystyle I_{\mathfrak {p}}\oplus F_{\mathfrak {p}}\simeq F'_{\mathfrak {p}},} як модуль I має сталий ранг рівний {\displaystyle \operatorname {rank} F'-\operatorname {rank} F.} Оскільки I є ненульовим проективним ідеалом, то {\displaystyle \operatorname {rank} I=1.} Тому з Леми 3  {\displaystyle I\simeq R.}

### Доведення теореми Аусландера — Бухсбаума
Доведення індукцією по {\displaystyle d=\dim R.} Якщо d = 0, то R є полем. 
Припустимо d > 0. Оскільки R є областю цілісності, згідно леми 1 досить довести, що кожен простий ідеал висоти 1 є головним. 
Нехай {\displaystyle {\mathfrak {p}}} буде таким ідеалом. Оскільки d > 0, то {\displaystyle {\mathfrak {m}}\neq {\mathfrak {m}}^{2}} і можна обрати елемент {\displaystyle a\in {\mathfrak {m}}\setminus {\mathfrak {m}}^{2}.} З того що {\displaystyle \{a\}} є частиною регулярної системи параметрів ідеал Ra є простим ідеалом, тобто a є простим елементом. Якщо {\displaystyle a\in {\mathfrak {p}},} то {\displaystyle Ra\subset {\mathfrak {p}}} і оскільки {\displaystyle {\mathfrak {p}}} має висоту 1, то {\displaystyle {\mathfrak {p}}=Ra} є головним ідеалом. 
Нехай тепер {\displaystyle a\neq {\mathfrak {p}}} і розглянемо мультиплікативно замкнуту множину {\displaystyle S=\{a^{n}|n\geqslant 0\}.} Якщо {\displaystyle R'=S^{-1}R,} то {\displaystyle {\mathfrak {p}}'={\mathfrak {p}}R'} є простим ідеалом кільця R'  з висотою 1. 
Ідеал P'  є головним ідеалом. Для цього спершу доведемо, що ідеал P'  є проективним ідеалом у кільці R' .
Нехай Q'  = QR'  — будь-який простий ідеал у кільці R' , де Q є простим ідеалом кільця R. Тоді {\displaystyle Q\neq {\mathfrak {m}},} тому що {\displaystyle a\not \in Q.}
Маємо {\displaystyle R'_{Q'}\simeq R_{Q}} є регулярним локальним кільцем розмірності меншої, ніж {\displaystyle \dim R.} Тому за припущенням індукції, {\displaystyle R'_{Q'}} є факторіальним кільцем. Із цього випливає також, що {\displaystyle {\mathfrak {p}}'R'_{Q'},} який є простим ідеалом висоти 1 є головним ідеалом. Оскільки головний ідеал у області цілісності є вільним модулем, то {\displaystyle {\mathfrak {p}}'R'_{Q'}}є вільним, а тому і проективним модулем. 
Оскільки проективна розмірність є рівною супремуму по всіх локалізаціях за простими ідеалами, то {\displaystyle pd_{R'}{\mathfrak {p}}'=\sup _{Q'}pd_{R'_{Q'}}{\mathfrak {p}}'R'_{Q'}=0.} Тому {\displaystyle {\mathfrak {p}}'} є R' -проективним модулем. Також для {\displaystyle {\mathfrak {p}}'}існує скінченна вільна резольвента. Справді оскільки глобальна розмірність кільця R є скінченною то для {\displaystyle {\mathfrak {p}}} існує скінченна вільна R-резольвента і тому для {\displaystyle {\mathfrak {p}}'={\mathfrak {p}}R'} також існує скінченна вільна R' -резольвента.  
Згідно леми 4 {\displaystyle {\mathfrak {p}}'} є головним ідеалом у R' . Нехай {\displaystyle {\mathfrak {p}}'=R'p,} де {\displaystyle p\in {\mathfrak {p}}.} Без втрати загальності можна вважати, що a не ділить p. Тоді {\displaystyle {\mathfrak {p}}=Rp.} Очевидно {\displaystyle Rp\subset {\mathfrak {p}}.} Нехай {\displaystyle x\in {\mathfrak {p}}={\mathfrak {p}}'\cap R.} Можна записати {\displaystyle x={\frac {b}{a^{m}}}p} або {\displaystyle a^{m}x=bp.} З того що a є простим елементом, що не ділить p, випливає {\displaystyle a^{m}|b.} Тому {\displaystyle x\in Rp,} тобто {\displaystyle {\mathfrak {p}}=Rp.}